# Янко Митрович
Янко Митрович (на сръбски: Јанко Митровић) (? – 1659) е военачалник на паравоенните венециански войски, съставени основно от морлаци, които воюват срещу османците.
Янко Митрович е от някое от селата из областта Буковица, където се заселват голям брой семейства избягали от днешна Херцеговина след падането на Босна под османска власт. И по-конкретно според изследването на Звонимир Деспот най-вероятно Янко Митрович е от село Зеленград, където в регистрите за ражданията започва да се споменава името Митрович, които са потомци на аристократичния род Качичи.
Подобно твърдение изказва в свое изследване и Иван Майнарич. В „Качичи“ (2005 г.) той споменава, че едно от разклоненията на големия род Качичи, а именно т.нар. Макарско разклонение в Макарската ривиера дава началото впоследствие на две нови разклонения – Андрияшевичи и Митровичи. За същото говори и Андрия Миошич Качич, наследник на този род, в книгата си „Приятен разговор на славянския народ“ (Razgovor ugodni naroda slovinskog“) от 1756 г. На база стари латински документи и семейни хроники заявява, че новото разклонение Митровичи се извежда от един от дядовците на име Митър.
Така или иначе Янко Митрович е привлечен на служба от венецианската власт и под командването му се намират формирования морлаци от 1648 до смъртта му през 1659 г. Той има трима сина – Стоян Янкович Митрович, Илия Митрович и Завиша Митрович, и дъщеря Ана. И тримата му сина воюват срещу османците.
Потомците на Янко Митрович от най-малкия му син Завиша (тъй като другите двама сина не оставят внуци) заради неговите заслуги и тези на сина му Стоян Митрович са удостоени с титлата „конт“ от дожа на Венеция Себастиано Мочениго на 20 август 1705 г. По-късно през 1831 г. тази титла „conte veneto“ им е препотвърдена и с австрийски документ. Последният конт по тази линия е прапраправнукът му Илия Деде Митрович (1818 – 1874). Следващите потомци чрез него вече не носят титлата, но сред тях също има изявени имена – един от тях е писателят Владан Десница от втората половина на XX в.